# Cephalophus silvicultor
O muntual ou muntum (Cephalophus silvicultor), também chamado cabra-do-mato-grande, é um antílope encorpado encontrado na África ocidental e central.
Quatro subespécies são descritas:
- Cephalophus silvicultor curticeps Grubb e Groves, 2001
- Cephalophus silvicultor longiceps Gray, 1865
- Cephalophus silvicultor ruficrista Bocage, 1869
- Cephalophus silvicultor silvicultor (Afzelius, 1815)